# Фаурени (Клуж)
Фаурени (рум. Făureni) насеље је у Румунији у округу Клуж у општини Вултурени. Oпштина се налази на надморској висини од 384 m.

## Становништво
Према подацима из 2002. године у насељу је живело 266 становника, од којих су сви румунске националности.